# シュヴェリーン

メクレンブルク＝フォアポンメルン州でのシュヴェリーンの位置

2011年統廃合後の郡と独立市の区分図

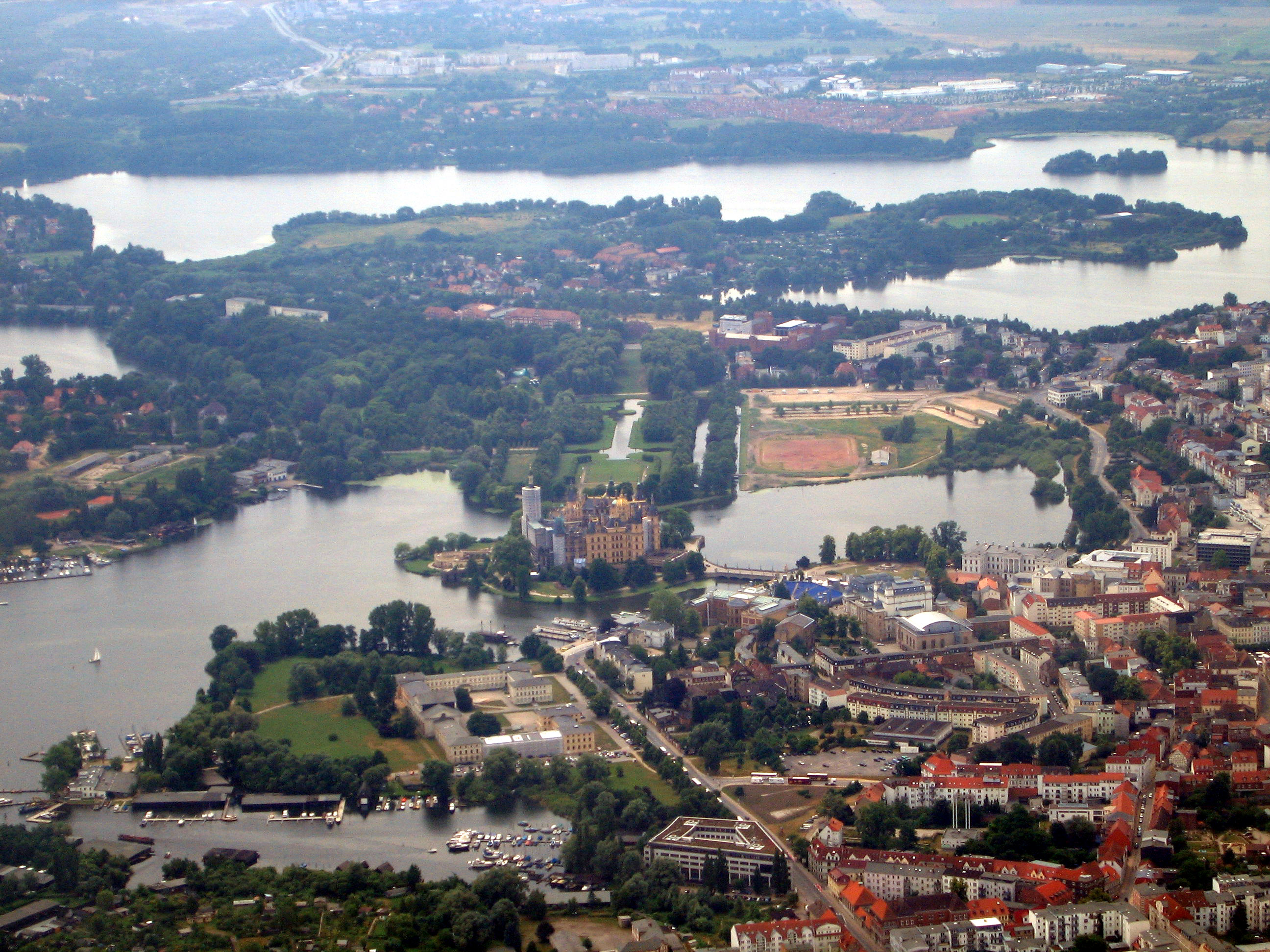
空から眺めたシュヴェリーン。湖に囲まれた街である。

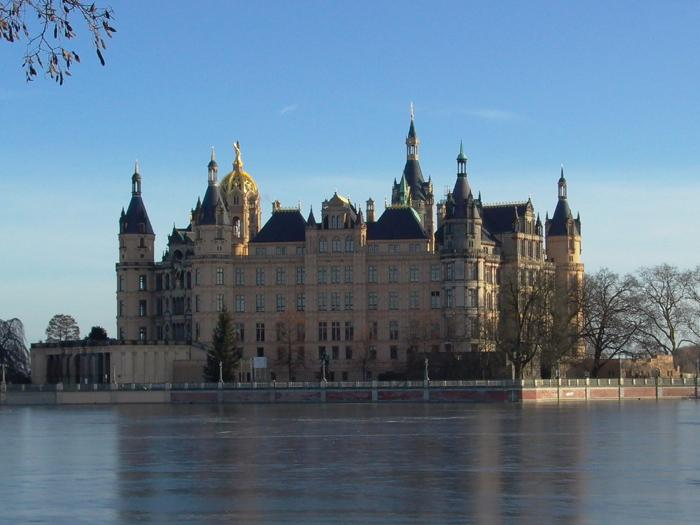
シュヴェリーン城

シュヴェリーン（低地ドイツ語: Swerin、標準ドイツ語: Schwerin [ʃvɛˈʁiːn, ʃvəˈʁiːn]）は、ドイツ連邦共和国の都市。メクレンブルク＝フォアポンメルン州の州都。旧東独圏である。人口は約99,000人。

## 地勢・産業
「七つの湖の街」とも称され、周辺を多くの淡水湖に囲まれている。その最大のものがシュヴェリーン湖であり、観光客も多く訪れる。交通の要所に位置しており、農作物の集散地として重要な役割を果たした。また、第二次世界大戦後の東ドイツ政権下で工業化が進められた。近隣の都市としては、約55キロ北西のリューベック、30キロ北のヴィスマール、70キロ北東のロストックなどが挙げられる。

## 歴史
西スラヴ人のオボトリート族の王国がその起源。オボトリート人の国家は西は神聖ローマ帝国、東からはポーランド王国、北からはデンマーク王国に攻撃され続け、ついに11世紀に滅亡する。その後神聖ローマ帝国よりザクセン人がやってきて人々を支配した。1160年にハインリヒ獅子公から自治権を与えられ、まもなく司教座がおかれた。中世から近代にかけて、メクレンブルク公領、メクレンブルク＝シュヴェリーン公領の都であった。第二次世界大戦後、東ドイツ領となり工業化が進められた。
「シュヴェリーン」という地名は、オボトリート語などが属するポラーブ語の地名「シュヴィエージン」（Zwierzyn）がドイツ語風に訛ったもの。

## 世界遺産
シュヴェリーン湖畔にはネオルネッサンス、ネオバロック、新古典主義、ネオゴシック、ヨハン・アルブレヒトの歴史主義様式など、歴史主義様式の建築の全てのスペクトルを表現する建物と景観が保存されており、19世紀後半の歴史主義建築の出現とその初期の発展の文脈に合っている。38か所の資産は2024年に世界遺産に登録された。

### 登録基準
この世界遺産は世界遺産登録基準のうち、以下の条件を満たし、登録された（以下の基準は世界遺産センター公表の登録基準からの翻訳、引用である）。
- (4) 人類の歴史上重要な時代を例証する建築様式、建築物群、技術の集積または景観の優れた例。

## 姉妹都市
- ヴァーサ、フィンランド
- ヴェクショー、スウェーデン
- ピワ、ポーランド
- ヴッパータール、ドイツ
- タリン、エストニア
- ミルウォーキー、アメリカ合衆国
- オーデンセ、デンマーク
- レッジョ・エミリア、イタリア

## 引用
1. ↑  Statistisches Amt M-V – Bevölkerungsstand der Kreise, Ämter und Gemeinden 2023 (XLS-Datei)
2. ↑  “Schwerin Residence Ensemble” (英語). UNESCO World Heritage Centre. 2025年4月21日閲覧。

## ギャラリー

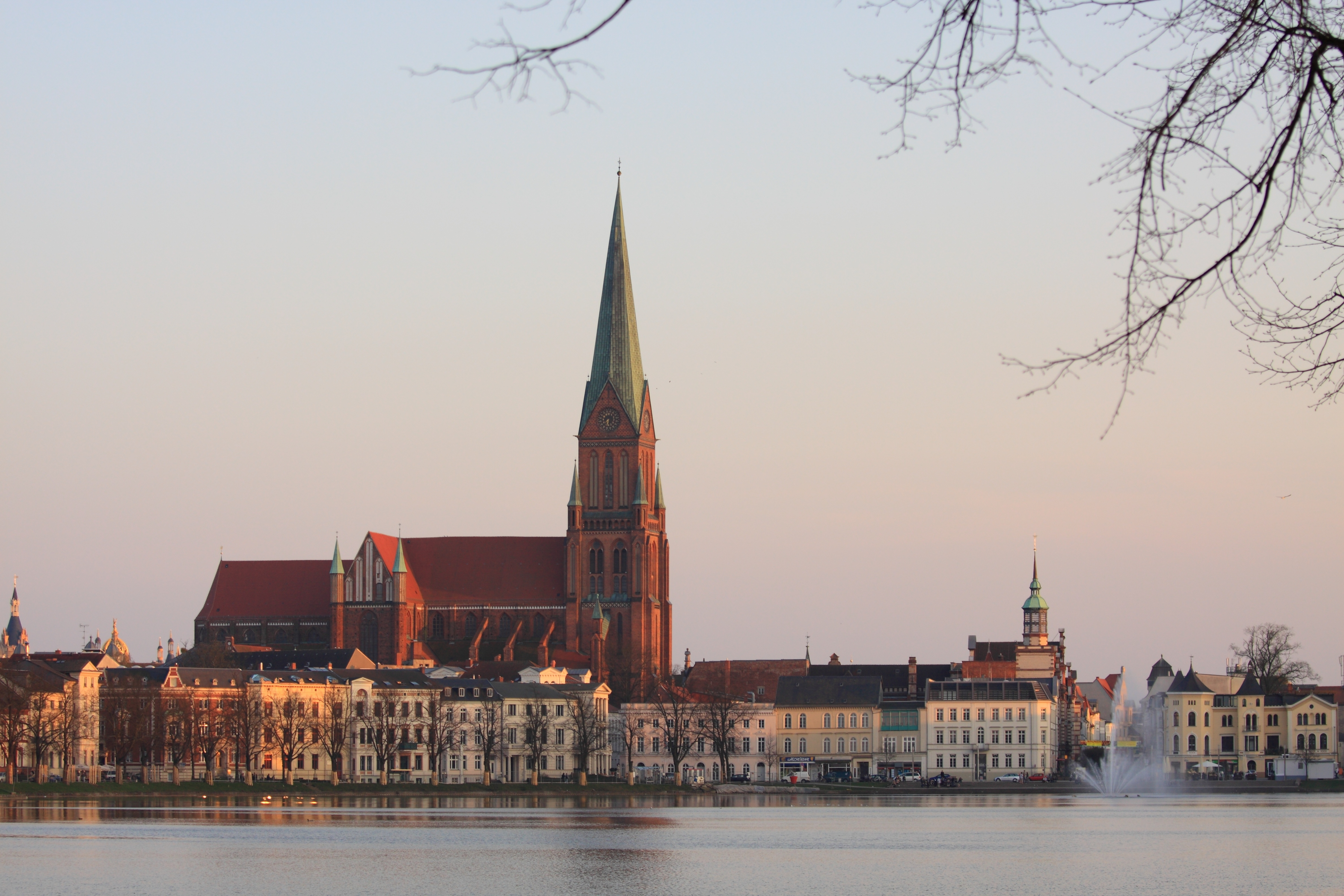
シュヴェリーン大聖堂
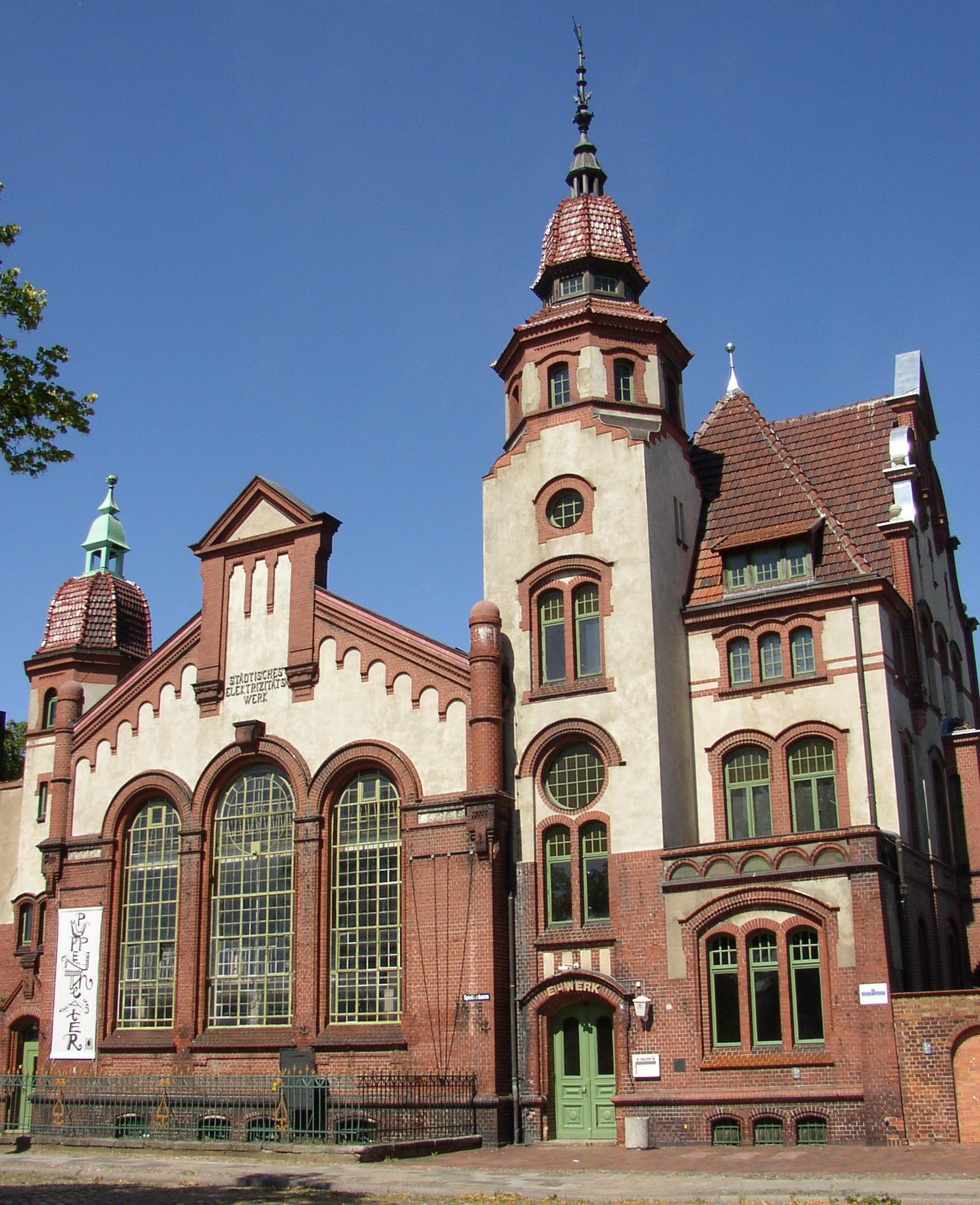
発電所
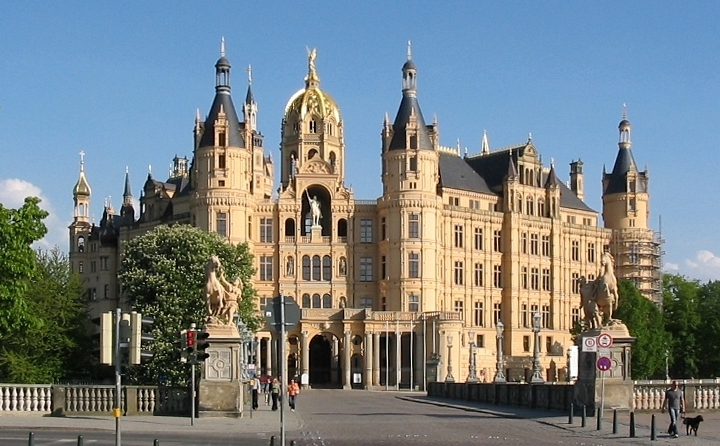
シュヴェリーン城
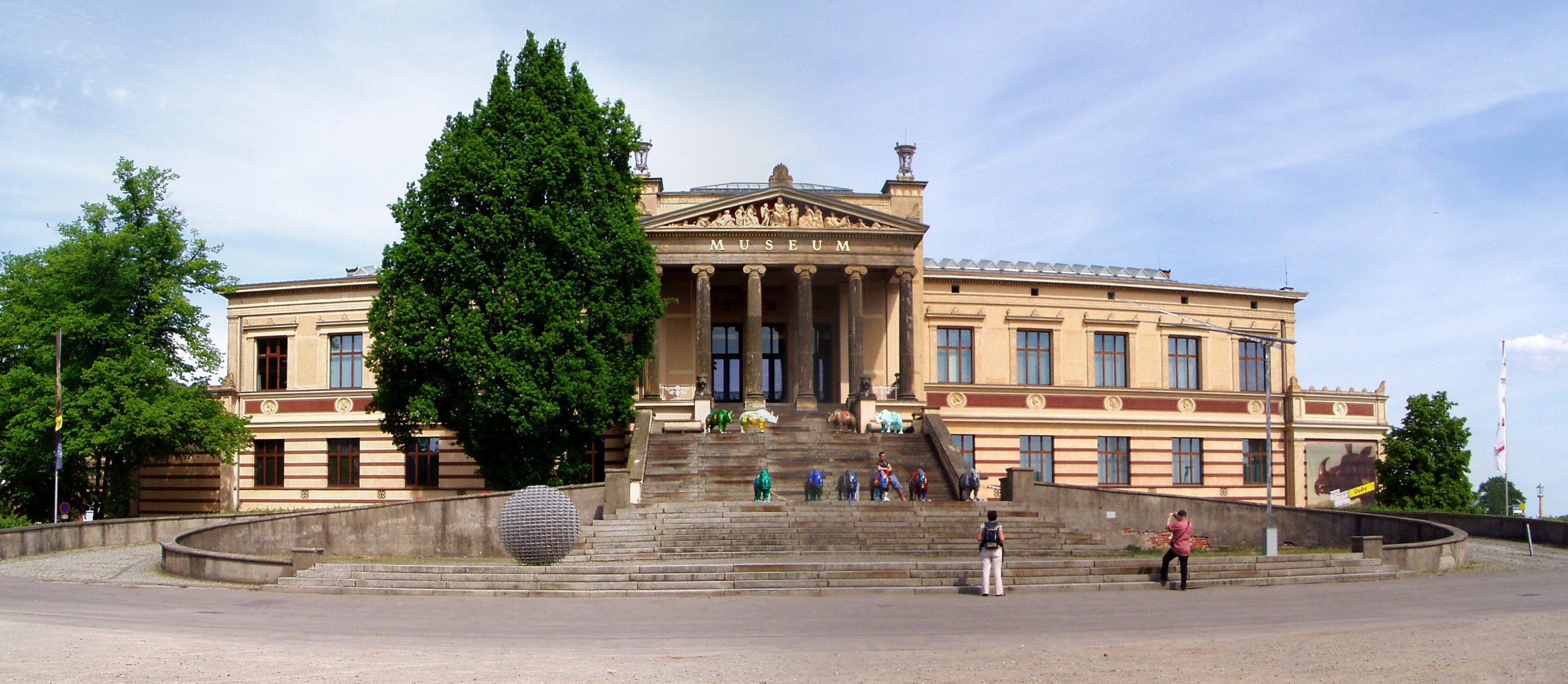
国立シュヴェリーン美術館
神聖ローマ帝国時代シュヴェリーン司教区（1165–1648）
神聖ローマ帝国シュヴェリーン郡（1161–1358）